# Iulia
Iulia es una variedad cultivar de ciruelo (Prunus domestica), de las denominadas ciruelas europeas, es marca registrada.
Una variedad de ciruela criada en Rumanía en el "Stațiunea de Cercetare Pomicultură Bistrița" ("Estación de investigación para la fruticultura Bistrita") situado en el Distrito de Argeș, mediante el cruce simple de 'Tuleu gras' x 'Reina Claudia de Althan'.
Las frutas tienen una talla de tamaño mediano de forma elipsoidal, alargado y ligeramente aplanado, con peso promedio de 38 g;epidermis tiene una piel azul oscuro, aromática recubierta de abundante pruina, fina, y una pulpa color amarillo verdoso, textura firme, fibrosa, jugosidad moderada, y sabor dulce de un gusto muy agradable.

## Historia
En Rumanía se han desarrollado en los últimos 50 años en varias instituciones (áreas de Pitesti, Valcea, Voinesti, Strejesti y Bistrita) planes de actuación sobre las variedades de ciruelas locales más conocidas y ha tenido los siguientes objetivos: mejora de los antiguos cultivares autóctonos (Tuleu gras, Grase romanesti y Vinete romanesti); desarrollo mediante programas de mejoramiento de diversos cultivares con diferentes tiempos de maduración y con fruta de alta calidad, destinados tanto al mercado fresco como al procesamiento; obtención de cultivares de floración tardía resistentes a las heladas tardías de primavera, con resistencia o tolerancia a enfermedades virales (particularmente al virus "Plum pox"), así como con bajo vigor y fructificación estimulada.
'Iulia' variedad de ciruela obtenida por el cruce de las variedades 'Tuleu gras' como "Parental Madre" x fecundada por el polen de la variedad 'Reina Claudia de Althan' como "Parental Padre", en el "Stațiunea de Cercetare Pomicultură Bistrița" ("Estación de investigación para la fruticultura Bistrita") situado en el distrito de Bistrița-Năsăud, en la región histórica de Transilvania, (Rumanía). Fue obtenida una variedad de maduración más temprana, fruto más grande y de mejor calidad que 'Tuleu gras'. Esta nueva variedad fue registrada comercialmente en el año 2002.
'Iulia' debe su nombre a la ciudad rumana de Alba Iulia que está situada a orillas del río Mureş, y es capital del distrito de Alba, en Transilvania.

## Características
'Iulia' árbol semivigoroso, con una copa piramidal y ramas esqueléticas adornadas con formaciones frutales mixtas. Crece mejor en un lugar cálido y soleado, idealmente protegido del viento, sus exigencias al suelo del jardín son modestas: debe ser rico en nutrientes, húmico y húmedo y no propenso a encharcarse. Flor blanca, no auto polinizable, que tiene un tiempo de floración que comienza a partir del 15 de abril con el 10% de floración, para el 19 de abril tiene una floración completa (80%), y para el 1 de mayo tiene un 90% de caída de pétalos.
'Iulia' tiene una talla de tamaño mediano, forma elipsoidal, alargado y ligeramente aplanado, con peso promedio de 38 g;epidermis tiene una piel de grosor medio azul violeta, cubierta de rocío, aromática recubierta de abundante pruina, fina, gris; sutura con línea visible, de color algo más oscuro que el fruto. Situada en una depresión muy suave, algo más acentuada junto a cavidad peduncular; pedúnculo de longitud mediano, fuerte, leñoso, con escudete muy marcado, muy pubescente, con la cavidad del pedúnculo estrecha, poco profunda, rebajada en la sutura y más levemente en el lado opuesto; pulpa de color amarillo verdoso, textura firme, fibrosa, jugosidad moderada, y sabor dulce de un gusto muy agradable.
Hueso poco adherente, pequeño, tiene una forma ampliamente elíptica desde una vista lateral, elíptica desde el frente, a veces, la pulpa puede pegarse parcialmente a sus costados.
Su tiempo de recogida de cosecha temprano, que se inicia de última década de agosto. Mantiene la fruta de 14 a 20 días en las condiciones óptimas de almacenamiento.

## Usos
Hay que prestar atención a su polinización cruzada, siendo imprescindible la presencia de un individuo de otra variedad como polinizador. Los frutos son atractivos en apariencia, y un sabor excelente.
Se usa comúnmente como postre fresco de mesa buena ciruela de postre de fines de verano, también se puede procesar por ejemplo en mosto, o compota.